# Dierfysiologie
De dierfysiologie is het biologisch vakgebied dat zich bezighoudt met de levensverrichtingen van dieren, zoals de ademhaling, hormonen, spijsvertering, stofwisseling, bloedsomloop en de groei.
Het dierlijk organisme houdt zichzelf in stand via homeostase: regelmechanismen, in de vorm van positieve en negatieve terugkoppeling. De fysiologie tracht deze mechanismen te ontrafelen, onder andere door het evenwicht opzettelijk te verstoren of door correctiemechanismen te blokkeren en te kijken wat er gebeurt.
Aanvankelijk werd voor dit onderzoek veelvuldig gebruik van dierproeven, maar geprobeerd wordt dit te beperken. Dierfysiologisch onderzoek steunt veel op andere vakgebieden, zoals chemie, biochemie, elektronica, natuurkunde, immunologie, microscopie en elektronenmicroscopie.
De pathofysiologie is de tak van de dierfysiologie die de processen beschrijft die aan de basis liggen van ziekte, dysfunctie of vroegtijdig overlijden.
Deelgebieden  binnen de dierfysiologie zijn onder andere:
- bewegingsfysiologie en motoriek
- neurofysiologie, de werking van het zenuwstelsel
- zintuigfysiologie, de werking van de zintuigen:
  - gezichtsvermogen,
  - gehoor,
  - evenwicht en somatosensoriek,
  - reukzin,
  - smaakzin
- endocrinologie en de hormoonhuishouding
- voedingsfysiologie:
  - stofwisseling: opbouw, afbraak van stoffen,
  - spijsvertering,
  - uitscheiding, de werking van de nieren),
  - bloedsomloop,
  - ademhaling
- celfysiologie en de homeostase

De Nobelprijs voor Fysiologie of Geneeskunde is een belangrijke prijs in dit vakgebied.